# Пернети, Жозеф Мари де
Жозеф Мари де Пернети (19 мая 1766, Лион — 29 апреля 1856, Париж) — французский военачальник эпохи Наполеоновских войн, артиллерист, дивизионный генерал.

## Биография

Герб Пернети

Из дворянской семьи. В 1781 году поступил в артиллерийскую школу в Меце, в 1783 году выпущен лейтенантом в артиллерийский полк Ла-Фер, где примерно в те же годы начинал свою службу и Наполеон Бонапарт. В 1791 году Пернети — капитан, поддержал революцию, и стал быстро продвигаться по службе. В Итальянском походе генерала Бонапарта 1796 года участвовал, как артиллерийский офицер. Сражался при Бассано, при Арколе и при Риволи, где под ним была убита лошадь, и где он за храбрость был прямо на поле боя произведён в батальонные командиры.
В 1798 году Пернети служил на побережье Нормандии и в Бресте, в войсках, предназначенных для экспедиции в Ирландию. Экспедиция закончилась неудачно для французов, Ирландия осталась под контролем Британии, а Пернети попал в плен, и вернулся во Францию три месяца спустя.
Во время перехода Бонапарта через Альпы, Пернети провёл свои пушки через перевал Сен-Бернар и участвовал в битве при Маренго, произведён в полковники. После провозглашения Империи Пернети стал шевалье, а затем и офицером вновь учреждённого ордена Почётного легиона, бригадным генералом. В 1805—1806 годах пушки генерала Пернети стреляли при Ульме, Аустерлице и Йене. Затем он участвовал в осаде прусских крепостей, в том числе Бреслау. Произведённый в дивизионные генералы, Пернети стал одним из немногих дивизионеров-артиллеристов. От союзника Наполеона — баварского короля — он получил командорский крест Военного ордена Максимилиана Иосифа. В войне с австрийцами в 1809 году Пернети командовал артиллерией корпуса маршала Массена, находившегося в самой гуще событий, и заслужил похвалу как от маршала, так и от Наполеона (сделан бароном империи и возведён в великие офицеры ордена Почётного легиона).
В 1810 году Пернети поручена демаркация границы между Австрией и Баварией, за что он получил Большой Крест того же ордена Максимилиана Иосифа. Затем Пернети выезжал в Гамбург, чтобы возглавить артиллерию этой сильной крепости, а оттуда — к армии, готовящейся к походу в Россию, участвовал в походе как один из руководителей артиллерии. В 1813—1814 годах он принимал участие во многих ключевых сражениях, став кавалером Большого креста ордена Воссоединения.
Карьера Пернети продолжалась и при вернувшихся Бурбонах — он стал виконтом (1817), кавалером Большого Креста ордена Почётного легиона (1821), занимал важные должности. После революции 1830 года, Пернети в 1835 году стал пэром Франции (пожизненным членом Верхней палаты парламента), а в 1854 году — сенатором Второй империи.

## Память
- Улица Пернети в 14 округе Парижа и станция метро Пернети названы в честь генерала.
- Имя Пернети написано на южной стороне Триумфальной арки в Париже.

## Источник
- Шиканов В. Н. Генералы Наполеона. Биографический словарь. — М.: Рейтар, 2004. — С. 162. — ISBN 5-8067-0022-4